# Нью-Рінгголд (Пенсільванія)
Нью-Рінгголд (англ. New Ringgold) — місто (англ. borough) в США, в окрузі Скайлкілл штату Пенсільванія. Населення — 253 особи (2020).

## Географія
Нью-Рінгголд розташований за координатами 40°41′21″ пн. ш. 75°59′34″ зх. д. / 40.68917° пн. ш. 75.99278° зх. д. (40.689171, -75.992813).  За даними Бюро перепису населення США в 2010 році місто мало площу 2,07 км², уся площа — суходіл.

## Демографія
Згідно з переписом 2010 року, у селищі мешкало 276 осіб у 111 домогосподарстві у складі 78 родин. Густота населення становила 133 особи/км².  Було 118 помешкань (57/км²).
Расовий склад населення:
| - 96,4 % — білих - 1,4 % — чорних або афроамериканців - 0,7 % — корінних американців |

До двох чи більше рас належало 1,4 %. Частка іспаномовних становила 1,8 % від усіх жителів.
За віковим діапазоном населення розподілялося таким чином: 25,0 % — особи молодші 18 років, 61,6 % — особи у віці 18—64 років, 13,4 % — особи у віці 65 років та старші. Медіана віку мешканця становила 42,0 року. На 100 осіб жіночої статі у селищі припадало 106,0 чоловіків;  на 100 жінок у віці від 18 років та старших — 107,0 чоловіків також старших 18 років.
Середній дохід на одне домашнє господарство  становив 52 526 доларів США (медіана — 46 964), а середній дохід на одну сім'ю — 60 567 доларів (медіана — 49 821). За межею бідності перебувало 11,8 % осіб, у тому числі 24,6 % дітей у віці до 18 років та 0,0 % осіб у віці 65 років та старших.
Цивільне працевлаштоване населення становило 142 особи. Основні галузі зайнятості: виробництво — 30,3 %, освіта, охорона здоров'я та соціальна допомога — 29,6 %, роздрібна торгівля — 13,4 %, транспорт — 7,0 %.